# Blabia bicuspis
Blabia bicuspis är en skalbaggsart som först beskrevs av Bates 1866.  Blabia bicuspis ingår i släktet Blabia och familjen långhorningar. Inga underarter finns listade.